# Wolfram Ebersbach
Wolfram Ebersbach (* 16. Juli 1943 in Zwickau) ist ein deutscher Maler und Hochschullehrer.

## Leben
Wolfram Ebersbach absolvierte von 1960 bis 1963 eine Berufsausbildung mit Abitur als Handelskaufmann. Anschließend war er berufstätig und erhielt an der Volkshochschule Zwickau bei Carl Michel und Klaus Matthäi eine erste künstlerische Ausbildung. Von 1966 bis 1971 studierte er an der Hochschule für Grafik und Buchkunst Leipzig unter anderem bei Wolfgang Mattheuer. Danach war er freischaffend tätig und lehrte von 1992 bis 2008 an der Hochschule für Grafik und Buchkunst Leipzig in den Fächern Maltechnik, Perspektive und Naturstudium.
Wolfram Ebersbach ist verheiratet mit der Malerin Christine Ebersbach (* 1954) und lebt und arbeitet in Leipzig und in Wurzen. Er ist der Bruder des Malers Hartwig Ebersbach.

## Werk
Bekanntheit als Maler erlangte Ebersbach vor allem durch seine abstrahierenden Stadtlandschaften, in denen er sich mit Architektur und ungewöhnlichen Perspektiven des gebauten Raumes beschäftigt. Während sein Frühwerk noch sehr gegenstandsbezogen war, setzte er später zunehmend vereinfachte Formen und reduzierte Farben ein. Wechselwirkungen zwischen Raum, Licht und Dunkelheit spielen eine bedeutende Rolle in seinen Arbeiten. Seit den 1980er Jahren gehören monumentale Bauten der Leipziger Innenstadt, insbesondere der Leipziger Hauptbahnhof und Leipziger Passagen, zu seinen bevorzugten Motiven. Vor allem in seinen früheren Stadtlandschaften finden sich Figuren: schemenhafte Passanten oder Wartende, die sich auf Bahnsteigen, in Gängen, Höfen, Passagen, Unterführungen und Treppenabgängen bewegen bzw. aufhalten. Dabei setzt sich Ebersbach indirekt auch mit dem Thema Aufbrechen und Unterwegssein auseinander. Von den Monumentalbauten wandte er sich später vermehrt scheinbar nebensächlichen Details aus seiner Alltags- und Reiseumgebung zu, wie Häuserfassaden, Durchblicke durch Jalousien oder durch Fenster strahlende Lichtpunkte. Er malt hauptsächlich in Acryl auf Leinwand sowie Kaseinfarbe auf Papier.
Neben der Malerei ist Ebersbach mitunter als Grafiker und Zeichner tätig. So steuerte er unter anderem einen Farbsiebdruck zu dem zehnteiligen original-grafischen Mappenwerk Café Leipzig bei, das 1990 in Zusammenarbeit mit Künstlern wie Peter Schnürpel und Peter Sylvester entstand.

## Werke
- Hausfassade, 1974, Öl auf Hartfaser, 99 × 85 cm, signiert unten rechts „WE 74“, Museum der bildenden Künste Leipzig
- Maler am Meer, 1976, Öl auf Hartfaser, 40 × 50 cm, Kunstarchiv Beeskow
- Stilleben mit Kaffeemühle, 1977, Öl auf Leinwand, Lindenau-Museum, Altenburg
- Leipziger Passage, 1985, sowie S-Bahn, 1987, Acryl auf Leinwand, Lindenau-Museum, Altenburg
- Nächtliche Begegnung, 1985, Acryl auf Leinwand, Staatliche Galerie Moritzburg
- Leipziger Passagen III, 1985, und Leipziger Hauptbahnhof (Bahnhofshalle), 1987, Acryl auf Leinwand und Sperrholz, Neue Nationalgalerie, Berlin
- Leipziger Hauptbahnhof (Bahnsteig), 1986, Leipziger Hauptbahnhof (Mitropa), 1987, Leipziger Passagen II, 1986 sowie Nächtlicher Spaziergänger, 1988, Acryl auf Leinwand, Ludwig Forum für Internationale Kunst
- PT Royal (Paris), 1990, Acryl auf Leinwand, 140 × 140 cm, Staatliche Kunstsammlungen Dresden, Kunstfonds
- Vor dem Café, 1990, Farbsiebdruck, 35 × 25 cm, Teil der Mappe Café Leipzig, Anita und Günter Lichtenstein Stiftung
- Grünes Licht (Rolltreppe), 2013, 80 × 60 cm, Kasein auf Papier
- Hauptbahnhof 5, 2019, Acryl auf Leinwand, 240 × 180

## Ausstellungen
Einzel- und Gemeinschaftsausstellungen:
- 1973: Kunst der Zeit, Leipzig (mit Hartwig Ebersbach)
- 1982: Galerie Wort und Werk, Leipzig (mit Christine Ebersbach)
- 1983: Museum der bildenden Künste (Grafische Sammlung), Leipzig
- 1986: Galerie Süd, Leipzig
- 1987: Lindenau-Museum, Altenburg
- 1987: Galerie am Thomaskirchhof, Leipzig
- 1988: Kunstkabinett, Erfurt
- 1989: Galerie am Chamissoplatz, West-Berlin
- 1991: Bayerische Vereinsbank, Leipzig
- 1991: Neuer Sächsischer Kunstverein, Dresden
- 1991: Wilke-Haus, Bremerhaven (mit Christine Ebersbach)
- 1992: Galerie Leo-Coppi, Berlin
- 1992: Sommerpalais, Greiz
- 1992: Galerie Wort und Werk, Leipzig (mit Christine Ebersbach)
- 1994: Galerie Blüthner im Alten Rathaus, Leipzig
- 1994: Bürgerhaus, Sulzfeld (mit Christine Ebersbach)
- 1996: galerie & edition m, Leipzig
- 1996: Galerie Hotel Leipziger Hof, Leipzig (mit Christine Ebersbach)
- 1998: Neue Sächsische Galerie, Chemnitz (mit Hartwig Ebersbach)
- 1999: Galerie Kleindienst, Leipzig
- 2001: Neuer Leipziger Kunstverein in Zusammenarbeit mit dem Museum der bildenden Künste, Leipzig
- 2001: Galerie Holst Jürgensen, Oetjendorf (mit Christine Ebersbach)
- 2002: Städtische Galerie am Markt, Wurzen
- 2005: Orte, Kunstsammlungen Zwickau des Städtischen Museums Zwickau
- 2005: Nacht-Bilder, Galerie am Ratswall, Bitterfeld
- 2006: Stadt-Räume, Galerie Hübner, Frankfurt am Main
- 2011: Malerei, Skulptur, Galerie Queen Anne, Tapetenwerk, Leipzig (mit Dana Meyer)
- 2018: Perspektiven, Kunstsammlungen Zwickau

Gruppenausstellungen:
Arbeiten von Wolfram Ebersbach wurden seit 1974 auf den Bezirkskunstausstellungen des Bezirkes Leipzig gezeigt.
- 1978/1979: 100 ausgewählte Grafiken, Berlin
- 1978: Fünf Junge Künstler, Galerie am Sachsenplatz, Leipzig
- 1981: Aquarelle in der DDR, Galerie am Fischmarkt, Erfurt
- 1982/1983: IX. Kunstausstellung der DDR, Dresden
- 1984: Kunst in Leipzig 1949–84, Museum der bildenden Künste, Leipzig
- 1987/1988: X. Kunstausstellung der DDR, Dresden
- 1989: Farbe Schwarz, Art Cologne, Köln
- 1990: 3. Leipziger Bildermesse, Leipzig
- 1991: Kunst aus Baden-Württemberg und Sachsen, Schloss Heidelberg
- 1991: Dresden, Halle, Leipzig – Kunstzentren der 80er Jahre in Europa, Mainz
- 1994: Zeit Blick-Kunstlandschaft Sachsen, Schloss Dresden
- 1995: Erworben 1992–95, Dresden
- 1997: Lust und Last-Leipziger Kunst seit 1945, Germanisches Nationalmuseum, Nürnberg und Museum der bildenden Künste, Leipzig
- 1997: Passagen-Gleisdreieck, Jahresausstellung des Bundes Bildender Künstler Leipzig
- 1999: Figur, Jahresausstellung des Bundes Bildender Künstler Leipzig
- 2001–2006: blick in die sammlung/1–7, Kunsthalle der Sparkasse Leipzig
- 2003: In aller Freundschaft, Museum der bildenden Künste, Leipzig
- 2005: Nur hier?, Hochschule für Grafik und Buchkunst, Leipzig
- 2006/2007: Made in Leipzig, Sammlung Essl, Klosterneunburg und Schloss Hartenfels, Torgau
- 2008: Carte Blanche II, Galerie für Zeitgenössische Kunst, Leipzig
- 2009: Carte Blanche VI, Galerie für Zeitgenössische Kunst, Leipzig
- 2010: Weltsichten. Landschaft in der Kunst seit dem 17. Jahrhundert, Kunstsammlungen der Ruhr-Universität Bochum
- 2011: Weltsichten. Landschaft in der Kunst vom 17. bis zum 21. Jahrhundert, Kunsthalle zu Kiel
- 2011: Projekt 40, Galerie Hübner, Frankfurt
- 2012: Zwischenspiel, Galerie Parterre, Berlin
- 2012: Weltsichten. Landschaft in der Kunst vom 17. bis zum 21. Jahrhundert, Kunstsammlungen Chemnitz
- 2012/2013: Weltsichten. Landschaft in der Kunst vom 17. bis zum 21. Jahrhundert, Kunstmuseum Dieselkraftwerk Cottbus
- 2014: Weltsichten. The landscape represented in six centuries of art, Bonnefantenmuseum, Maastricht
- 2022: Bilderkosmos Leipzig. 1905–2022, Museum der bildenden Künste Leipzig

## Arbeiten in öffentlichen Sammlungen
- Lindenau-Museum, Altenburg
- Nationalgalerie, Berlin
- Neue Sächsische Galerie, Chemnitz
- Kunstgalerie, Gera
- Staatliche Galerie Moritzburg, Halle
- Kunstsammlung der Sparkasse, Leipzig
- Staatliche Kunstsammlungen, Dresden

## Veröffentlichungen
- Licht. Hrsg. Hans-Werner Schmidt. Neuer Leipziger Kunstverein, Leipzig 2001, ISBN 3-00-007626-3.
- Orte. Kunstsammlungen, Zwickau 2005, ISBN 3-933282-22-5.